# Symsagittifera japonica
Symsagittifera japonica is een worm uit de familie Sagittiferidae, die behoort tot de stam Acoelomorpha. Een kenmerkende eigenschap van de worm is dat hij tweeslachtig is, maar geen gonaden heeft. In plaats daarvan plant hij zich voort door middel van gameten, die hij produceert uit mesenchym. Verder heeft de worm geen darmen. 
De worm leeft in zee, tussen sedimentair gesteente. Symsagittifera japonica werd in 1951 voor het eerst wetenschappelijk beschreven door Kato. 